# 武蔵精密工業
武蔵精密工業株式会社（むさしせいみつこうぎょう、英: Musashi Seimitsu Industry Co., Ltd.）は、愛知県豊橋市に本社を置く自動車部品メーカー。本田技研工業の持分法適用関連会社。Bリーグ・三遠ネオフェニックスのスポンサーでもあり、2010-11シーズンからホーム用ユニホーム背中に「MUSASHI」表記で掲示している。世界初の電動・自動運転スマートトラクターをローンチ、2024年に武蔵エナジーソリューションズ株式会社を100%子会社としている。

## 沿革
- 1938年（昭和13年）4月 - 東京都品川区に大塚製作所を創業。
- 1944年（昭和19年）1月22日 - 株式会社に改組し「大塚航空工業株式会社」を設立。
- 1946年（昭和21年）10月 - 愛知県豊橋市に本社を移転し、「武蔵産業株式会社」に商号を変更。
- 1963年（昭和38年）9月 - 「武蔵精密工業株式会社」に商号を変更。
- 1974年（昭和49年）12月 - 九州武蔵精密株式会社を設置。
- 1976年（昭和51年）4月 - 九州武蔵精密株式会社の操業開始。
- 1989年（平成元年）6月 - 歯型精密鍛造（歯精鍛）加工に成功。
- 1991年（平成3年）1月 - 石川県にて能登工場の操業開始。
- 1996年（平成8年）4月 - ISO9001認証を取得。
- 1998年（平成10年）12月 - 日本証券業協会に株式を店頭登録。
- 1999年（平成11年）
  - 5月 - QS-9000認証を取得。
  - 10月 - オリジナル3Dべベルギヤの開発に成功。
- 2004年（平成16年）3月 - 東京証券取引所及び名古屋証券取引所市場第二部に上場。
- 2005年（平成17年）
  - 1月 - ISO/TS16949認証を取得。
  - 3月 - 東京証券取引所及び名古屋証券取引所市場第一部に指定替え。
- 2009年（平成21年）3月 - 能登工場を閉鎖し、九州武蔵精密株式会社へ事業移管。
- 2016年（平成28年）6月30日 - ドイツの鍛造・機械加工メーカー、ハイ・ホールディングスを買収[5]。
- 2018年（平成30年）
  - 8月 - ハイホールディング・ゲーエンベーハーはムサシヨーロッパ・ゲーエンベーハーを合併し、ムサシヨーロッパ・ゲーエンベーハーに社名変更。
  - 10月 - 株式会社浅田可鍛鋳鉄所を子会社化。
- 2019年（令和元年）
  - 7月 - イスラエルのSixEye Interactiveと合弁でMusahi AI株式会社を設立。
  - 10月 - 浅田可鍛鋳鉄所が武蔵キャスティング株式会社に社名変更。
- 2020年（令和2年）12月22日 - 自動運転機能を搭載したEV「スマートトラクター」開発、米国で2021年秋発売[6][7]。
- 2020年4月	武蔵精密工業株式会社がJSR株式会社より昭栄エナジーソリューションの保有株式の80％を譲り受ける
- 2020年11月	武蔵エナジーソリューションズ株式会社に社名変更
- 2024年4月	武蔵精密工業株式会社がJSR株式会社の保有株式20%を譲り受け、武蔵精密工業株式会社100%子会社となる。

## 主な製品
- 差動機構部品
- 減速機構部品
- エンジン吸排気動弁系部品
- 変速機構部品
- サスペンション系・ステアリング系部品
- 電動・自動運転スマートトラクター
- ハイブリッドスーパーキャパシタ

## 事業所
- 本社・植田工場（愛知県豊橋市）[8]
- 第一明海工場（愛知県豊橋市）[8]
- 第二明海工場（愛知県豊橋市）[8]
- 工機事業部（愛知県豊橋市）[8]
- 鳳来工場（愛知県新城市）[8]
- 鈴鹿工場（三重県鈴鹿市）[8]

## 関連会社
- 九州武蔵精密株式会社
- 武蔵キャスティング株式会社
- Musashi AI株式会社